# Elecciones al Senado de Argentina de 1883
Las Elecciones al Senado de la Nación Argentina de 1883 fueron realizadas a lo largo del mencionado año por las Legislaturas de las respectivas provincias para renovar 10 de las 30 bancas del Senado de la Nación. En la Capital Federal el senador fue electo mediante el sistema indirecto de votación, donde se eligieron a electores que luego se reunirián en el Colegio Electoral y proclamarían al senador electo.

## Cargos a elegir
| Provincia           | Senado    | Senado    |
| Provincia           | Senadores | A renovar |
| ------------------- | --------- | --------- |
| Buenos Aires        | 2         | 1         |
| Capital Federal     | 2         | 1         |
| Catamarca           | 2         | 1         |
| Córdoba             | 2         | 1         |
| Corrientes          | 2         | —         |
| Entre Ríos          | 2         | —         |
| Jujuy               | 2         | —         |
| La Rioja            | 2         | —         |
| Mendoza             | 2         | 1         |
| Salta               | 2         | —         |
| San Juan            | 2         | —         |
| San Luis            | 2         | 2         |
| Santa Fe            | 2         | 1         |
| Santiago del Estero | 2         | 1         |
| Tucumán             | 2         | 1         |
| Total               | 30        | 10        |

## Resultados por provincia
| Provincia           | Senador electo             |
| ------------------- | -------------------------- |
| Buenos Aires        | Carlos Alfredo D'Amico     |
| Capital Federal     | Diego de Alvear            |
| Catamarca           | Manuel Fortunato Rodríguez |
| Córdoba             | Miguel Juárez Celman       |
| Mendoza             | José Vicente Zapata        |
| San Luis            | Toribio Mendoza            |
| San Luis            | Rafael Cortés              |
| Santa Fe            | Simón de Iriondo           |
| Santiago del Estero | Absalón Rojas              |
| Tucumán             | Miguel M. Nougués          |

1. ↑  Renunció el 1 de mayo de 1884, lo reemplaza Dardo Rocha el 31 de mayo de 1884.
2. ↑  Renunció el 12 de mayo de 1887, lo reemplaza Julio Argentino Roca el 3 de noviembre de 1888. Julio Argentino Roca renunció el 9 de agosto de 1890, lo reemplaza Leandro Alem el 19 de mayo de 1891.
3. ↑  Renunció el 30 de junio de 1886, lo reemplaza Gregorio Gavier el 20 de julio de 1886. Gregorio Gavier renunció el 19 de octubre de 1886, lo reemplaza Pedro Lucas Funes el 27 de octubre de 1886. Pedro Lucas Funes falleció el 29 de agosto de 1890, lo reemplaza Gerónimo Cortés el 27 de septiembre de 1890. Gerónimo Cortés falleció el 26 de julio de 1891, no fue reemplazado.
4. ↑  Renunció el 1 de mayo de 1891, lo reemplaza Emilio Civit el 23 de junio de 1891.
5. ↑  Falleció el 21 de octubre de 1891, no fue reemplazado.
6. ↑  Falleció el 1 de septiembre de 1887, lo reemplaza Carlos Juan Rodríguez el 27 de septiembre de 1887.
7. ↑  Falleció el 30 de noviembre de 1883, lo reemplaza Manuel D. Pizarro el 5 de mayo de 1884. Manuel D. Pizarro renunció el 31 de julio de 1890, es nombrado senador otra vez el 24 de septiembre de 1890.
8. ↑  Renunció el 7 de octubre de 1886, lo reemplaza Sofanor de la Silva el 12 de mayo de 1887.

### Capital Federal
En la elección del 18 de febrero de 1883 es electo Diego de Alvear.